# Década de 350 a.C.
Séculos: (Século V a.C. - Século IV a.C. - Século III a.C.)
Décadas: 400 a.C. 390 a.C. 380 a.C. 370 a.C. 360 a.C. - 350 a.C. - 340 a.C. 330 a.C. 320 a.C. 310 a.C. 300 a.C.
Anos:
359 a.C. - 358 a.C. - 357 a.C. - 356 a.C. - 355 a.C. - 354 a.C. - 353 a.C. - 352 a.C. - 351 a.C. - 350 a.C.